# Porto de Moz (ort)
Porto de Moz är en ort i Brasilien.   Den ligger i kommunen Porto de Moz och delstaten Pará, i den centrala delen av landet, 1 600 km norr om huvudstaden Brasília. Porto de Moz ligger 20 meter över havet och antalet invånare är 9 912.
Terrängen runt Porto de Moz är platt. Havet är nära Porto de Moz västerut. Trakten runt Porto de Moz är nära nog obefolkad, med mindre än två invånare per kvadratkilometer.. Det finns inga andra samhällen i närheten.
I omgivningarna runt Porto de Moz växer i huvudsak städsegrön lövskog.